# Llista de resolucions del Consell de Seguretat de les Nacions Unides 901 a la 1000
Aquesta és una llista entre les resolucions 901 a 1000 del Consell de Seguretat de les Nacions Unides aprovades entre el 4 de març de 1994 i el 23 de juny de 1995.
| Resolució      | Data                   | Votació                                                              | Assumpte |
| -------------- | ---------------------- | -------------------------------------------------------------------- | --- |
| Resolució 901  | 4 de març de 1994      | 15–0–0                                                               | Estén el mandat de Missió d'Observació de les Nacions Unides a Geòrgia |
| Resolució 902  | 11 de març de 1994     | 15–0–0                                                               | Mesures de restabliment de confiança relatives a Varosha i Aeroport Internacional de Nicòsia, Xipre                                                                                   |
| Resolució 903  | 16 de març de 1994     | 15–0–0                                                               | Estén i reforça mandat de la Segona Missió de Verificació de les Nacions Unides a Angola                                                                                              |
| Resolució 904  | 18 de març de 1994     | Aprovada sense votació                                               | Mesures que garanteixen la seguretat i la protecció dels civils Estat de Palestina en els territoris ocupats per Israel després de la massacre de la Cova dels Patriarques.           |
| Resolució 905  | 23 de març de 1994     | 15–0–0                                                               | Estén el mandat de la Missió de les Nacions Unides a Haití |
| Resolució 906  | 25 de març de 1994     | 15–0–0                                                               | Estén el mandat de la Missió d'Observació de les Nacions Unides a Geòrgia, acord polític en la Guerra d'Abkhàzia                                                                      |
| Resolució 907  | 29 de març de 1994     | 15–0–0                                                               | Referèndum per l'autodeterminació de la població del Sàhara Occidental |
| Resolució 908  | 31 de març de 1994     | 15–0–0                                                               | Estén mandat i incrementa el personal de la Força de Protecció de les Nacions Unides                                                                                                  |
| Resolució 909  | 5 d'abril de 1994      | 15–0–0                                                               | Estén el mandat de Missió d'Assistència de les Nacions Unides per Ruanda, implementació dels Acords d'Arusha                                                                          |
| Resolució 910  | 14 d'abril de 1994     | 15–0–0                                                               | Exempta l'equip de reconeixement de les Nacions Unides de les sancions en contra Líbia                                                                                                |
| Resolució 911  | 21 d'abril de 1994     | 15–0–0                                                               | Estén el mandat de la Missió d'Observació de les Nacions Unides a Libèria, implementació dels acords de pau                                                                           |
| Resolució 912  | 21 d'abril de 1994     | 15–0–0                                                               | Ajusta el mandat de la Missió d'Assistència de les Nacions Unides per Ruanda degut a la situació del conflicte                                                                        |
| Resolució 913  | 22 d'abril de 1994     | 15–0–0                                                               | Situació a Bòsnia i Hercegovina i àrea segura de Goražde. |
| Resolució 914  | 27 d'abril de 1994     | 15–0–0                                                               | Increment addicional del personal de la Força de Protecció de les Nacions Unides |
| Resolució 915  | 4 de maig de 1994      | 15–0–0                                                               | Estableix Grup d'Observació de les Nacions Unides de la Franja d'Aouzou a la Franja d'Aouzou                                                                                          |
| Resolució 916  | 5 de maig de 1994      | 15–0–0                                                               | Estén el mandat de Operació de les Nacions Unides a Moçambic, implementació dels Acords de pau de Roma                                                                                |
| Resolució 917  | 6 de maig de 1994      | 15–0–0                                                               | Estén les sancions contra Haití fins al retorn del President Jean-Bertrand Aristide                                                                                                   |
| Resolució 918  | 17 de maig de 1994     | Aprovada sense votació                                               | Estén el mandat de la Missió d'Assistència de les Nacions Unides per Ruanda, Imposa embargament d'armes a Ruanda                                                                      |
| Resolució 919  | 25 de maig de 1994     | 15–0–0                                                               | Acaba embargament d'armes i altres restriccions contra Sud-àfrica |
| Resolució 920  | 26 de maig de 1994     | 15–0–0                                                               | Estén el mandat de Missió d'Observació de les Nacions Unides al Salvador, implementació dels acords de pau                                                                            |
| Resolució 921  | 26 de maig de 1994     | 15–0–0                                                               | Estén el mandat de Força de les Nacions Unides d'Observació de la Separació |
| Resolució 922  | 31 de maig de 1994     | 15–0–0                                                               | Estén el mandat de Segona Missió de Verificació de les Nacions Unides a Angola, acords de pau                                                                                         |
| Resolució 923  | 31 de maig de 1994     | 15–0–0                                                               | Estén el mandat de la UNOSOM II, reconciliació nacional |
| Resolució 924  | 1 de juny de 1994      | 15–0–0                                                               | Crida a l'alto-el-foc en guerra civil del Iemen, enviament de missió d'investigació                                                                                                   |
| Resolució 925  | 8 de juny de 1994      | 15–0–0                                                               | Estén el mandat de Missió d'Assistència de les Nacions Unides per Ruanda, desplega batallons addicionals                                                                              |
| Resolució 926  | 13 de juny de 1994     | 15–0–0                                                               | Acaba el Grup d'Observació de les Nacions Unides de la Franja d'Aouzou |
| Resolució 927  | 15 de juny de 1994     | 15–0–0                                                               | Estén el mandat de Força de les Nacions Unides pel Manteniment de la Pau a Xipre, implementació de mesures de confiança                                                               |
| Resolució 928  | 20 de juny de 1994     | 15–0–0                                                               | Estén el mandat de la Missió d'Observació de les Nacions Unides a Uganda–Ruanda |
| Resolució 929  | 22 de juny de 1994     | 10–0–5 (abstencions: Brasil, Xina, Nova Zelanda, Nigèria, Pakistan)  | Estableix operació multinacional temporal amb finalitats humanitàries a Ruanda |
| Resolució 930  | 27 de juny de 1994     | 15–0–0                                                               | Finalitza Missió d'Observació de les Nacions Unides a Sud-àfrica, elimina Sud-àfrica de l'agenda                                                                                      |
| Resolució 931  | 29 de juny de 1994     | 15–0–0                                                               | Alto-el-foc a la guerra civil del Iemen |
| Resolució 932  | 30 de juny de 1994     | 15–0–0                                                               | Estén el mandat de Segona Missió de Verificació de les Nacions Unides a Angola |
| Resolució 933  | 30 de juny de 1994     | 15–0–0                                                               | Estén el mandat de Missió de les Nacions Unides a Haití |
| Resolució 934  | 30 de juny de 1994     | 15–0–0                                                               | Estén el mandat de Missió d'Observació de les Nacions Unides a Geòrgia |
| Resolució 935  | 1 de juliol de 1994    | 15–0–0                                                               | Sol·licita al Secretari General establir una comissió per investigar el genocidi de Ruanda                                                                                            |
| Resolució 936  | 8 de juliol de 1994    | 15–0–0                                                               | Nomena Richard Goldstone com a Fiscal en el Tribunal Penal Internacional per a l'antiga Iugoslàvia                                                                                    |
| Resolució 937  | 21 de juliol de 1994   | 14–0–0 (absent: Ruanda)                                              | Estén el mandat de la Missió d'Observació de les Nacions Unides a Geòrgia i cooperació amb la força de pau de la Comunitat d'Estats Independents                                      |
| Resolució 938  | 28 de juliol de 1994   | 14–0–0 (absent: Ruanda)                                              | Estén el mandat de UNIFIL |
| Resolució 939  | 29 de juliol de 1994   | 14–0–0 (absent: Ruanda)                                              | Acords del conflicte de Xipre, mesures de construcció de confiança |
| Resolució 940  | 31 de juliol de 1994   | 12–0–2 (abstencions: Brasil, Xina; absent: Ruanda)                   | Autoritza força multinacional a restaurar el legítim president d'Haití Jean-Bertrand Aristide i desplaçar la junta militar                                                            |
| Resolució 941  | 23 de setembre de 1994 | 15–0–0                                                               | Violacions de dret internacional humanitari a Banja Luka, Bijeljina i altres àrees de Bòsnia i Hercegovina                                                                            |
| Resolució 942  | 23 de setembre de 1994 | 14–0–1 (abstenció: Xina)                                             | Reforçar les mesures a les àrees segures a Bòsnia i Hercegovina sota control de les forces dels serbis de Bòsnia                                                                      |
| Resolució 943  | 23 de setembre de 1994 | 11-2-2 (en contra: Djibouti, Pakistan; abstencions: Nigèria, Ruanda) | Tancament de fronteres entre la República Federal de Iugoslàvia (Sèrbia i Montenegro) i Bòsnia i Hercegovina, exclosa ajuda humanitària                                               |
| Resolució 944  | 29 de setembre de 1994 | 13–0–2 (abstencions: Brasil, Rússia)                                 | Finalització de les mesurs a les resolucions Resolució 841 (1993), Resolució 873 (1993) i Resolució 917 (1994) referents a Haití sobre el retorn del President Jean-Bertrand Aristide |
| Resolució 945  | 29 de setembre de 1994 | 15–0–0                                                               | Estén el mandat de Segona Missió de Verificació de les Nacions Unides a Angola, implementació d'acords de pau                                                                         |
| Resolució 946  | 30 de setembre de 1994 | 14–0–1 (abstenció: Estats Units)                                     | Estén el mandat de la UNOSOM II |
| Resolució 947  | 30 de setembre de 1994 | 15–0–0                                                               | Estén el mandat de la Força de Protecció de les Nacions Unides, implementació del pla de pau per Croàcia i resolucions del Consell de Seguretat                                       |
| Resolució 948  | 15 d'octubre de 1994   | 14–0–1 (abstenció: Brasil)                                           | Restauració de la democràcia a Haití, retorn del President Jean-Bertrand Aristide, fi de les sancions                                                                                 |
| Resolució 949  | 15 d'octubre de 1994   | 15–0–0                                                               | Demanda d'Iraq de treure les forces de la frontera amb Kuwait |
| Resolució 950  | 21 d'octubre de 1994   | 15–0–0                                                               | Estén el mandat de Missió d'Observació de les Nacions Unides a Libèria, procés de pau                                                                                                 |
| Resolució 951  | 21 d'octubre de 1994   | Aprovada sense votació                                               | Vacant i elecció a la Cort Internacional de Justícia |
| Resolució 952  | 27 d'octubre de 1994   | 15–0–0                                                               | Estén el mandat de Segona Missió de Verificació de les Nacions Unides a Angola, implementació d'alto-el-foc                                                                           |
| Resolució 953  | 31 d'octubre de 1994   | 15–0–0                                                               | Estén el mandat de la UNOSOM II |
| Resolució 954  | 4 de novembre de 1994  | 15–0–0                                                               | Estén el mandat de la UNOSOM II per un termini final, retirada del personal |
| Resolució 955  | 8 de novembre de 1994  | 13–1–1 (en contra: Ruanda; abstenció: Xina)                          | Estableix Tribunal Penal Internacional per a Ruanda |
| Resolució 956  | 10 de novembre de 1994 | 15–0–0                                                               | Finalització de l'estatus de la República de Palau com a territori en fideïcomís |
| Resolució 957  | 15 de novembre de 1994 | 15–0–0                                                               | Estén el mandat de l'Operació de les Nacions Unides a Moçambic fins que el nou govern prengui possessió                                                                               |
| Resolució 958  | 19 de novembre de 1994 | 15–0–0                                                               | Permet els ataca aeris a Croàcia a més de Bòsnia i Hercegovina |
| Resolució 959  | 19 de novembre de 1994 | 15–0–0                                                               | Esforços de la Força de Protecció de les Nacions Unides per assegurar la implementació de les resolucions del Consell de Seguretat a zones segures a Bòsnia i Hercegovina             |
| Resolució 960  | 21 de novembre de 1994 | 15–0–0                                                               | Admet els resultats de les eleccions a Moçambic |
| Resolució 961  | 23 de novembre de 1994 | 15–0–0                                                               | Estén el mandat de Missió d'Observació de les Nacions Unides al Salvador fins a final d'any, implementació d'acords de pau                                                            |
| Resolució 962  | 29 de novembre de 1994 | 15–0–0                                                               | Estén el mandat de Força de les Nacions Unides d'Observació de la Separació |
| Resolució 963  | 29 de novembre de 1994 | 15–0–0                                                               | Admissió de la República de Palau a les Nacions Unides |
| Resolució 964  | 29 de novembre de 1994 | 13–0–2 (abstencions: Brasil, Rússia)                                 | Reforça l'equip d'avenç de la Missió de les Nacions Unides a Haití |
| Resolució 965  | 30 de novembre de 1994 | 15–0–0                                                               | Estén el mandat de la Missió d'Assistència de les Nacions Unides per Ruanda |
| Resolució 966  | 8 de desembre de 1994  | 15–0–0                                                               | Estén el mandat de la Segona Missió de Verificació de les Nacions Unides a Angola, vigilància de l'alto-el-foc                                                                        |
| Resolució 967  | 14 de desembre de 1994 | 15–0–0                                                               | Permet exportar seroteràpia de la diftèria per la República Federal de Iugoslàvia (Sèrbia i Montenegro) durant 30 dies                                                                |
| Resolució 968  | 16 de desembre de 1994 | 15–0–0                                                               | Estableix Missió d'Observació de les Nacions Unides a Tadjikistan, reconciliació nacional després de la guerra civil                                                                  |
| Resolució 969  | 21 de desembre de 1994 | 15–0–0                                                               | Estén el mandat de Força de les Nacions Unides pel Manteniment de la Pau a Xipre, implementació de mesures de construcció de confiança                                                |
| Resolució 970  | 12 de gener de 1995    | 14–0–1 (abstenció: Rússia)                                           | Tancament de fronteres entre la República Federal de Iugoslàvia (Sèrbia i Montenegro) i Bòsnia i Hercegovina, exclosa ajuda humanitària                                               |
| Resolució 971  | 12 de gener de 1995    | 15–0–0                                                               | Estén el mandat de la Missió d'Observació de les Nacions Unides a Geòrgia |
| Resolució 972  | 13 de gener de 1995    | 15–0–0                                                               | Estén el mandat de la Missió d'Observació de les Nacions Unides a Libèria, procés de pau                                                                                              |
| Resolució 973  | 13 de gener de 1995    | 15–0–0                                                               | Referèndum al Sàhara Occidental, Estén el mandat de Missió de Nacions Unides pel Referèndum al Sàhara Occidental                                                                      |
| Resolució 974  | 30 de gener de 1995    | 15–0–0                                                               | Estén el mandat de la UNIFIL |
| Resolució 975  | 30 de gener de 1995    | 14–0–1 (abstenció: Xina)                                             | Estén el mandat de Missió de les Nacions Unides a Haití, transferència de responsabilitats de la força multinacional                                                                  |
| Resolució 976  | 8 de febrer de 1995    | 15–0–0                                                               | Estableix la Segona Missió de Verificació de les Nacions Unides a Angola |
| Resolució 977  | 22 de febrer de 1995   | 15–0–0                                                               | Designació d'Arusha com a seu del Tribunal Penal Internacional per a Ruanda |
| Resolució 978  | 27 de febrer de 1995   | 15–0–0                                                               | Arrest i detenció de responsables per actes sota la jurisdicció del Tribunal Penal Internacional per a Ruanda                                                                         |
| Resolució 979  | 9 de març de 1995      | Aprovada sense votació                                               | Vacant i elecció a la Cort Internacional de Justícia |
| Resolució 980  | 22 de març de 1995     | Aprovada sense votació                                               | Vacant i elecció a la Cort Internacional de Justícia |
| Resolució 981  | 31 de març de 1995     | 15–0–0                                                               | Estableix Operació de les Nacions Unides per al Restabliment de la Confiança a Croàcia                                                                                                |
| Resolució 982  | 31 de març de 1995     | 15–0–0                                                               | Estén el mandat de la Força de Protecció de les Nacions Unides, operacions a Croàcia                                                                                                  |
| Resolució 983  | 31 de març de 1995     | 15–0–0                                                               | Estableix Força de Desplegament Preventiu de les Nacions Unides a la República de Macedònia                                                                                           |
| Resolució 984  | 11 d'abril de 1995     | 15–0–0                                                               | Assegruances de seguretat contra l'ús d'armament nuclear als estats que no han signat el Tractat de No Proliferació Nuclear                                                           |
| Resolució 985  | 13 d'abril de 1995     | 15–0–0                                                               | Estén el mandat de Missió d'Observació de les Nacions Unides a Libèria, Estableix comitè per l'embargament d'armes contra Libèria                                                     |
| Resolució 986  | 14 d'abril de 1995     | 15–0–0                                                               | Autoritza importació temporal de petroli i productes relacionats a Iraq per raons humanitàries, estableix el Programa Petroli per Aliments                                            |
| Resolució 987  | 19 d'abril de 1995     | 15–0–0                                                               | Seguretat de la Força de Protecció de les Nacions Unides |
| Resolució 988  | 21 d'abril de 1995     | 13–0–2 (abstencions: Xina, Rússia)                                   | Estén la suspensió parcial de certes sancions contra Iugoslàvia |
| Resolució 989  | 24 d'abril de 1995     | 15–0–0                                                               | Llista de candidats per ser nomenats jutges al Tribunal Penal Internacional per a Ruanda                                                                                              |
| Resolució 990  | 28 d'abril de 1995     | 15–0–0                                                               | Autoritza desplegament de l'Operació de les Nacions Unides per al Restabliment de la Confiança a Croàcia                                                                              |
| Resolució 991  | 28 d'abril de 1995     | 15–0–0                                                               | Finalitza la Missió d'Observació de les Nacions Unides al Salvador |
| Resolució 992  | 11 de maig de 1995     | 15–0–0                                                               | Llibertat de navegació al Riu Danubi |
| Resolució 993  | 12 de maig de 1995     | 15–0–0                                                               | Estén el mandat de la Missió d'Observació de les Nacions Unides a Geòrgia, situació política del conflicte entre Abkhàzia, Geòrgia                                                    |
| Resolució 994  | 17 de maig de 1995     | 15–0–0                                                               | Retirada de les tropes croats de la zona de separació, ple desplegament de l'Operació de les Nacions Unides per al Restabliment de la Confiança a Croàcia                             |
| Resolució 995  | 26 de maig de 1995     | 15–0–0                                                               | Estén el mandat de Missió de Nacions Unides pel Referèndum al Sàhara Occidental, enviament de la missió del Consell de Seguretat a la regió, Pla de Regularització                    |
| Resolució 996  | 30 de maig de 1995     | 15–0–0                                                               | Estén el mandat de Força de les Nacions Unides d'Observació de la Separació |
| Resolució 997  | 9 de juny de 1995      | 15–0–0                                                               | Estén i ajusta la Missió d'Assistència de les Nacions Unides per Ruanda, procés de reconciliació i rehabilitació                                                                      |
| Resolució 998  | 16 de juny de 1995     | 13–0–2 (abstencions: Xina, Rússia)                                   | Estableix la força de reacció ràpida en la Força de Protecció de les Nacions Unides                                                                                                   |
| Resolució 999  | 16 de juny de 1995     | 15–0–0                                                               | Estén el mandat de Missió d'Observació de les Nacions Unides a Tadjikistan, reconciliació nacional                                                                                    |
| Resolució 1000 | 23 de juny de 1995     | 15–0–0                                                               | Estén el mandat de Força de les Nacions Unides pel Manteniment de la Pau a Xipre, mesures de construcció de confiança                                                                 |